# ガザ
ガザ（アラビア語: غزة、文語アラビア語：ghazzah ないしは ghazza（ガッザ）、口語アラビア語（現地方言）：ghazze（ガッゼ）、ヘブライ語: עזה, 'azza）は、パレスチナ国ガザ地区の都市。地区と同一名称であるため、ガザ市（ガザシティ）とも呼ばれる。ガザ地区およびガザ県の中心都市。人口は約59万人（2017年国勢調査）で、ガザ地区およびパレスチナ国で最大である。1平方キロメートルあたりの人口密度は1万人を超える。

## 歴史

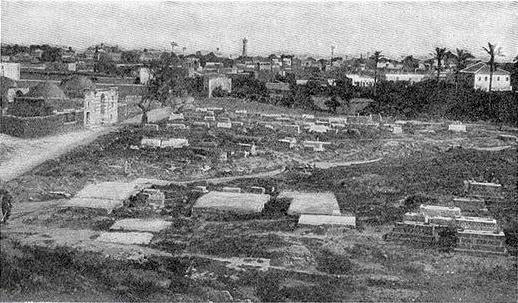
ガザのユダヤ人墓地

歴史は古く、紀元前15世紀古代エジプトのファラオ・トトメス3世のアジア（シリア方面）侵攻でたびたび登場する。紀元前12世紀はじめにこの地方に移住してきたペリシテ人（ペリシテはパレスチナの語源）の建設した都市国家として、アシュケロンなど他の4つのペリシテ人都市国家とともに連合体を形成していた。地理的にはエジプトとシリアの間に位置しており、古くから交通の要衝としての地位を占めていた。

## 地理
ガザ中心地は海抜14mの低い平らな丘の上にある。市北部の一画はアル＝シャティ難民キャンプとなっていて、パレスチナ人難民が約4万人ほど暮らしている。

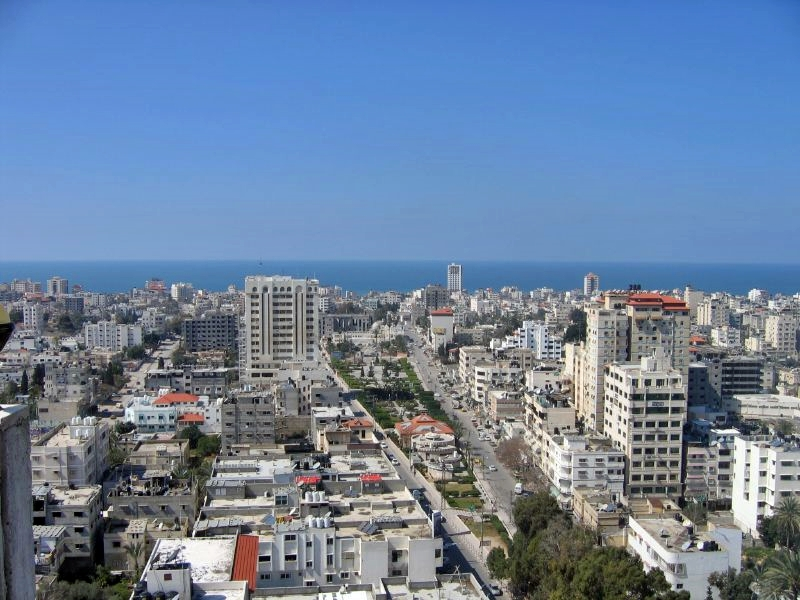
2006年のガザの市街地

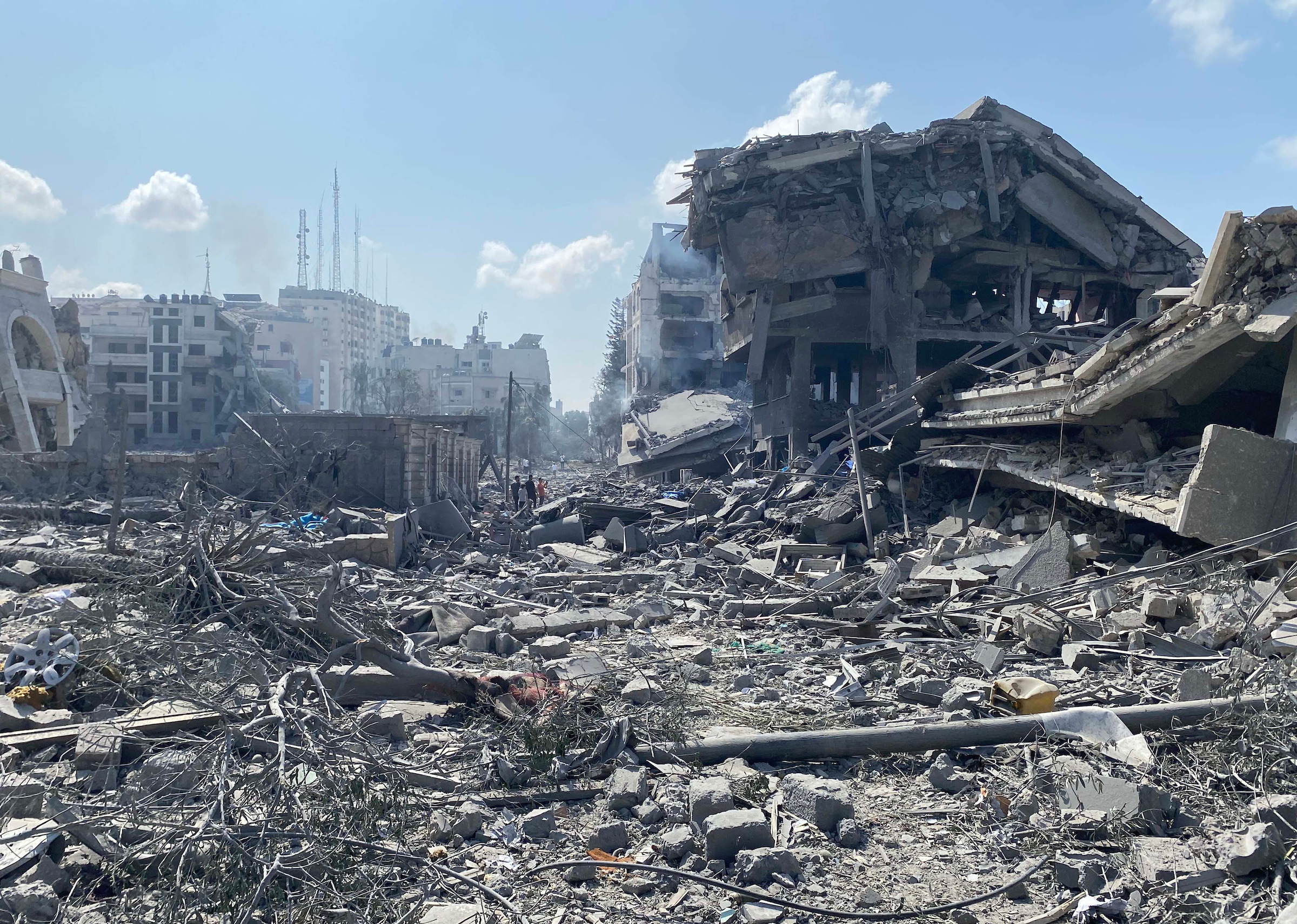
2023年時点でのガザ

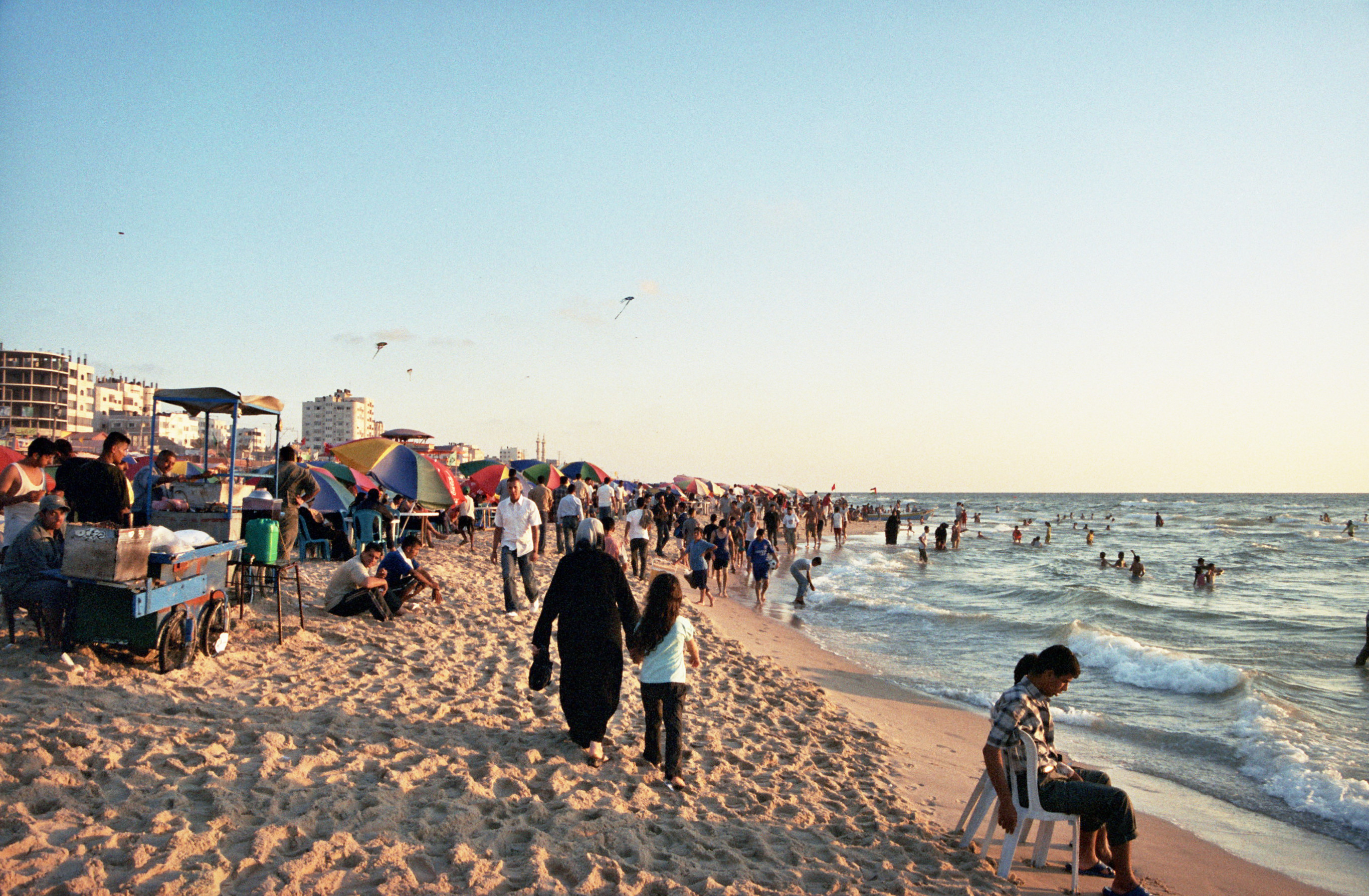
ガザの浜辺

## 気候
ケッペンの気候区分でステップ気候(BSh)に区分される。
| ガザの気候                  | ガザの気候  | ガザの気候  | ガザの気候  | ガザの気候  | ガザの気候  | ガザの気候  | ガザの気候  | ガザの気候  | ガザの気候  | ガザの気候  | ガザの気候  | ガザの気候  | ガザの気候    |
| 月                          | 1月         | 2月         | 3月         | 4月         | 5月         | 6月         | 7月         | 8月         | 9月         | 10月        | 11月        | 12月        | 年            |
| --------------------------- | ----------- | ----------- | ----------- | ----------- | ----------- | ----------- | ----------- | ----------- | ----------- | ----------- | ----------- | ----------- | ------------- |
| 平均最高気温 °C （°F）      | 18.3 (64.9) | 18.9 (66)   | 21.1 (70)   | 24.4 (75.9) | 27.2 (81)   | 29.4 (84.9) | 30.6 (87.1) | 31.7 (89.1) | 30.6 (87.1) | 28.9 (84)   | 25.0 (77)   | 20.6 (69.1) | 25.6 (78.1)   |
| 日平均気温 °C （°F）        | 13.9 (57)   | 14.5 (58.1) | 16.4 (61.5) | 19.1 (66.4) | 21.8 (71.2) | 24.5 (76.1) | 26.0 (78.8) | 27.0 (80.6) | 25.6 (78.1) | 23.3 (73.9) | 19.8 (67.6) | 16.1 (61)   | 20.67 (69.19) |
| 平均最低気温 °C （°F）      | 9.4 (48.9)  | 10.0 (50)   | 11.6 (52.9) | 13.8 (56.8) | 16.4 (61.5) | 19.5 (67.1) | 21.4 (70.5) | 22.2 (72)   | 20.5 (68.9) | 17.7 (63.9) | 14.5 (58.1) | 11.6 (52.9) | 15.7 (60.3)   |
| 降水量 mm （inch）          | 104 (4.09)  | 76 (2.99)   | 30 (1.18)   | 13 (0.51)   | 3 (0.12)    | 1 (0.04)    | 0 (0)       | 1 (0.04)    | 3 (0.12)    | 18 (0.71)   | 64 (2.52)   | 81 (3.19)   | 390 (15.35)   |
| % 湿度                      | 85          | 84          | 83          | 82          | 84          | 87          | 86          | 87          | 86          | 74          | 78          | 81          | 83            |
| 平均月間日照時間            | 204.6       | 192.1       | 241.8       | 264.0       | 331.7       | 339.0       | 353.4       | 337.9       | 306.0       | 275.9       | 237.0       | 204.6       | 3,288         |
| 平均日照時間                | 6.6         | 6.8         | 7.8         | 8.8         | 10.7        | 11.3        | 11.4        | 10.9        | 10.2        | 8.9         | 7.9         | 6.6         | 9.1           |
| 出典：Arab Meteorology Book |             |             |             |             |             |             |             |             |             |             |             |             |               |

## 経済
主な農産物はイチゴ、柑橘類、ナツメヤシ、オリーブ、花、様々な野菜である。
工業製品として、プラスチック製品、建設資材、繊維製品、家具、陶器、タイル、銅器、絨毯が小規模に生産されている。

## 教育
- ガザ・イスラーム大学
- Al-Azhar University – Gaza
- Al-Quds Open University
- al-Aqsa University

## スポーツ

### サッカー
- ガザ地区リーグ

## NGOなど
- アトファールナー聾唖学校
- パレスチナ人権センター－所長はラージー・アッ＝スーラーニー

## 姉妹都市
- カスカイス (ポルトガル)
- カセレス (スペイン)
- タブリーズ (イラン)
- ダンケルク (フランス)
- テルアビブ（イスラエル）
- トリノ (イタリア)
- トロムソ（ノルウェー）
- バルセロナ（スペイン）